# Champ Car-statistik
Champ Car World Series var ett race som kördes för första gången 1979, och tävlade under diverse olika namn. Denna sektion avser lopp som ingått i mästerskapet och sanktionerats av CART, USAC eller Champ Car.

## Flest segrar
| Plats | Förare                                                                  | Antal |
| ----- | ----------------------------------------------------------------------- | ----- |
| 1     | Michael Andretti                                                        | 42    |
| 2     | Al Unser Jr. Paul Tracy Sébastien Bourdais                              | 31    |
| 5     | Rick Mears                                                              | 25    |
| 6     | Bobby Rahal                                                             | 24    |
| 7     | Emerson Fittipaldi                                                      | 22    |
| 8     | Mario Andretti                                                          | 19    |
| 9     | Danny Sullivan                                                          | 17    |
| 10    | Alex Zanardi                                                            | 15    |
| 11    | Cristiano da Matta                                                      | 12    |
| 12    | Bobby Unser Tom Sneva Johnny Rutherford Juan Pablo Montoya Jimmy Vasser | 10    |
| 18    | Adrián Fernández Bruno Junqueira                                        | 8     |
| 20    | Gil de Ferran                                                           | 7     |

## Flest pole positioner
| Plats | Förare                              | Antal |
| ----- | ----------------------------------- | ----- |
| 1     | Rick Mears                          | 39    |
| 2     | Michael Andretti                    | 32    |
| 3     | Sébastien Bourdais                  | 31    |
| 4     | Mario Andretti                      | 29    |
| 5     | Paul Tracy                          | 25    |
| 6     | Danny Sullivan                      | 19    |
| 7     | Bobby Rahal Emerson Fittipaldi      | 17    |
| 9     | Gil de Ferran                       | 16    |
| 10    | Juan Pablo Montoya                  | 14    |
| 11    | Bobby Unser                         | 13    |
| 12    | Dario Franchitti                    | 11    |
| 13    | Nigel Mansell Teo Fabi Alex Zanardi | 10    |
| 16    | Jimmy Vasser Bruno Junqueira        | 9     |
| 18    | Johnny Rutherford                   | 8     |

## Flest snabbaste varv
| Plats | Förare                             | Antal |
| ----- | ---------------------------------- | ----- |
| 1     | Sébastien Bourdais                 | 34    |
| 2     | Alex Zanardi                       | 18    |
| 3     | Hélio Castroneves                  | 14    |
| 4     | Michael Andretti Paul Tracy        | 13    |
| 6     | Juan Pablo Montoya                 | 12    |
| 7     | Emerson Fittipaldi Bruno Junqueira | 11    |
| 9     | Jimmy Vasser                       | 9     |
| 10    | Dario Franchitti                   | 8     |